# Enter the Realm
Enter the Realm è un demo autoprodotto della band heavy metal Iced Earth e distribuito in audiocassetta ad aprile del 1989. Si tratta della prima registrazione ufficiale della band statunitense.

L'EP  è stato rimasterizzato su CD per l'etichetta Century Media e incluso nel cofanetto Dark Genesis uscito nel 2002 e, in seguito, nella raccolta Enter the Realm of the Gods e nel cofanetto Slave to the Dark entrambi del 2008.

Le tracce, eccetto Enter the Realm e Nightmares, sono state registrate nuovamente per l'album di debutto. La traccia Nightmares è stata invece registrata nuovamente per la raccolta Days of Purgatory.

## Tracce
1. Enter the Realm - 0:54  (strumentale)
2. Colors - 5:04
3. Nightmares - 3:42
4. Curse the Sky - 4:45
5. Solitude - 1:43  (strumentale)
6. Iced Earth - 5:32

## Formazione
- Jon Schaffer - Chitarrista
- Gene Adam - Cantante
- Randy Shawver - Chitarrista
- Dave Abell - Bassista
- Greg Seymour - Batterista